# Генріх Бургер
Генріх Бургер (нім. Heinrich Burger; 31 травня 1881, Мюнхен — 27 квітня 1942, там же) — німецький фігурист, який виступав в одиночному та парному катанні. У парі з Анною Хюблер ставав олімпійським чемпіоном (1908), дворазовими чемпіоном світу та Німеччини.
Хюблер та Бургер — перші олімпійські чемпіони у парному катанні. До 1908 змагання з фігурного катання на Олімпіадах не проводилися.
Бургер досить успішно виступав на міжнародних змаганнях та в одиночному розряді. Був срібним призером чемпіонату світу (1904, 1906), срібним призером чемпіонату Європи (1905) та триразовим чемпіоном Німеччини.